# Георгаллидис, Антонис
Антонис Георгаллидес (греч. Αντώνης Γεωργαλίδης; 30 января 1982, Ларнака, Кипр) — кипрский футболист, вратарь клуба «Олимпиакос» (Никосия) и сборной Кипра.

## Биография

### Клубная карьера
На профессиональном уровне играет с 2000 года. Первым клубом игрока был «Анортосис», за который он выступал до 2006 года и дважды стал чемпионом страны. В 2007 году перешёл в «Омонию», где был твёрдым игроком основы и также выиграл национальный чемпионат. Сезон 2012—2013 провёл в другом кипрском клубе «Алки». В 2013 году впервые отправился в зарубежный чемпионат и провёл один сезон с клубом греческой Суперлиги «Платаньяс». В 2014 вернулся в «Омонию», где провёл ещё два года. В 2016 году перешёл в «АЕК Ларнака». Летом 2018 года подписал контракт с клубом второго дивизиона «Олимпиакос (Никосия)».

### Карьера в сборной
За основную сборную Кипра дебютировал 9 февраля 2005 года, выйдя на замену в товарищеском матче со сборной Финляндии. С тех пор стал регулярно приглашаться в национальную сборную, за которую провёл в общей сложности 66 матчей. В последний раз появился в воротах сборной 10 ноября 2017 года, отыграв весь матч против сборной Грузии. Осенью 2018 года был в заявке сборной Кипра на матчи Лиги наций, но на поле не выходил.

## Достижения
«Анортосис»
- Чемпион Кипра (2): 1999/2000, 2004/2005
- Обладатель Кубка Кипра (2): 2010/2011, 2011/2012

«Омония» Никосия
- Чемпион Кипра (1): 2009/2010
- Обладатель Кубка Кипра (2): 2001/2002, 2002/2003
- Обладатель Суперкубка Кипра (1): 2010